# Мозги ткача
Мозги ткача (фр. Cervelle de canut), или клакере (claqueret, от фр. claquer «хлопать, бить») — блюдо лионской кухни на основе творога. Название «claqueret» произошло от того, что творог перед приготовлением должен быть очень хорошо отжат.
«Мозги ткача» делаются на основе творога, с добавлением зелени, лука, соли, оливкового масла и уксуса (или вина). В Лионе блюдо подаётся в глубокой тарелке с ложкой, со ржаным хлебом (часто жареным), иногда с варёной молодой картошкой, салатом, рукколой. В меню лионских ресторанов cervelle de canut находится в разделе сыров/десертов. С этим блюдом рекомендовано употреблять белое вино, предпочтительно из винограда сорта шардоне.
Создание современного рецепта приписывается Полю Лакомбу, шеф-повару ресторана «Léon» в Лионе.
Ресторан открылся в 1904 году и стал очень популярен в середине 1930-х. В честь Лакомба в Лионе установлена памятная табличка (фото).
Блюдо было неотъемлемой частью рациона ткачей. Утверждается, что название блюда связано с восстанием лионских ткачей против июльской монархии в 1834 году: названием блюда буржуазия якобы выражала своё мнение об умственных способностях лионского пролетариата, чьё восстание в итоге было подавлено силой. По данным же современных исследований, ткачам, получавшим невысокую плату за обработку шёлка, это блюдо заменяло мозги ягнёнка, которые они не могли себе позволить.